# قائمة المرشحات لمنصب الرئاسة ونائب الرئيس في الولايات المتحدة
فيما يلي قائمة بالنساء المرشحات لمنصبي رئيس ونائب رئيس الولايات المتحدة الأمريكية، بالإضافة إلى المدعوات. المرشحات هن اللاتي رشحتهن الأحزاب السياسية أو اختارتهن لمنصب معين. تُدرج المرشحات كمرشحات محتملات عندما يحققن الوصول إلى صناديق الاقتراع في ولاية واحدة على الأقل (أو قبل تأسيس نظام الاقتراع المطبوع من قبل الحكومة، عندما تكون أوراق الاقتراع متداولة من قبل أحزابهن). قد تكون كل واحدة منهن فازت بترشيح أحد الأحزاب السياسية الأمريكية (إما أحد الحزبين الرئيسيين أو أحد الأحزاب الثانوية)، أو دخلت الانتخابات كمستقلة، وفي كلتا الحالتين يجب أن يكون لديهن أصوات في الانتخابات لتأهلهن لهذه القائمة. يستثنى من ذلك عدد قليل من المرشحات اللواتي فقدت أحزابهن وضعها القانوني للترشح في دورات إضافية.

## الخلفية التاريخية

### القرن التاسع عشر
حظيت كل من ليديا ماريا تشايلد ولوكريشا موت بصوت واحد في انتخابات الرئاسة بمؤتمر حزب الحرية عام 1847، وهو تجمع لحزب الحرية المناهض للعبودية. كانت موت مرشحة لمنصب نائب الرئيس في مؤتمر حزب الحرية المنشق عام 1848، إذ حلت في المرتبة الخامسة من بين تسعة مرشحين.
كانت فيكتوريا وودهول أول امرأة تترشح رسميًا لمنصب رئيس الولايات المتحدة. أعلنت ترشحها في رسالة إلى صحيفة نيويورك هيرالد، ورشحها المؤتمر الوطني لحزب الحقوق المتساوية لانتخابات عام 1872. رُشح فريدريك دوغلاس لمنصب نائب الرئيس من قبل المؤتمر، لكنه لم يشارك في حملة وودهول، وكانت تبلغ من العمر 33 عامًا فقط وقت الانتخابات، لذا لم تكن مؤهلة لتولي منصب الرئيس بسبب شرط السن المحدد في دستور الولايات المتحدة. لم يسجل الدليل ربع السنوي لانتخابات الولايات المتحدة الصادر عن الكونغرس أي أصوات لوودول في أي ولاية.
كانت بلفا آن لوكوود مرشحة مرتين لمنصب الرئاسة الأمريكية، في عامي 1884 و1888. رُشحت في عام 1884، من قبل المؤتمر الوطني لحزب الحقوق المتساوية، مع مارييتا ستو لمنصب نائب الرئيس. ادّعت لوكوود في عريضة إلى الكونغرس الأمريكي، أنها حصلت على 4149 صوتًا في ست ولايات، وزعمت أن مسؤولي الانتخابات في بنسلفانيا دمروا أوراق الاقتراع التي تحمل اسمها. أدلى أعضاء هيئة الناخبين من ولاية إنديانا، بعد التصويت لغروفر كليفلاند و توماس أ. هندريكس كما تعهدوا، بصوت ثانٍ «تكريمًا» للوكوود و ستو.

## القرن العشرين
حظيت لورا كلاي وكورا ويلسون ستيوارت بصوت واحد لكل منهما في المؤتمر الوطني الديمقراطي لعام 1920 في الاقتراعين الثالث والثلاثين والسادس والثلاثين على التوالي. كانتا أول امرأتين يُصوت لهما كمرشحتين للرئاسة في المؤتمر الوطني لحزب سياسي أمريكي كبير.
كانت نيللي تايلور روس، الحاكمة السابقة لويومينغ، مرشحة لمنصب نائب الرئيس في المؤتمر الوطني الديمقراطي لعام 1928. وقد ذكر اسمها كمرشحة محتملة في وقت مبكر من عام 1927، وكانت إمكانية ترشيحها موضوعًا لتكهنات جادة. رُشحت روس رسميًا في المؤتمر من قبل السيدة تي. إس. أوليفر من وايومنغ، التي أثنت على «صدقها وإخلاصها وشجاعتها». ألقى دبليو. آر. تشابمان خطاب الترشيح، وحصلت على 31 صوتًا، وحلت في المركز الثالث من بين أحد عشر مرشحًا.
كانت شارلوتا باس مرشحة الحزب التقدمي لمنصب نائب الرئيس في عام 1952، وكانت أول امرأة سوداء تُرشح لهذا المنصب من قبل حزب سياسي أمريكي.
كانت السيناتورة عن ولاية مين، مارغريت تشيس سميث، مرشحة للحزب الجمهوري في عام 1964، لتصبح أول امرأة تسعى للحصول على ترشيح حزب رئيسي للرئاسة. تأهلت للاقتراع في ستة انتخابات تمهيدية على مستوى الولايات، وحلت في المركز الثاني في الانتخابات التمهيدية في إلينوي بنسبة 25% من الأصوات. أصبحت أول امرأة يرشح اسمها للرئاسة في المؤتمر الوطني لحزب سياسي رئيسي.
كانت شارلين ميتشل أول امرأة سوداء تترشح لمنصب الرئيس وأول امرأة تحصل على أصوات صحيحة في انتخابات عامة. حصلت على 1076 صوتًا في أربع ولايات (كاليفورنيا ومينيسوتا وأوهايو وواشنطن) كمرشحة للحزب الشيوعي في انتخابات عام 1968.
كانت النائبة عن نيويورك شيرلي تشيشولم أول امرأة تترشح في الانتخابات التمهيدية للحزب الديمقراطي، وأول مرشحة سوداء تتنافس على ترشيح حزب رئيسي، وأول مرشحة من هذا النوع تفوز في الانتخابات التمهيدية. حصلت على أصوات 152 مندوبًا في المؤتمر الوطني الديمقراطي لعام 1972، واحتلت المركز الرابع بين 13 مرشحًا. حظيت حملتها بدعم من قادة نسويين وحقوقيين مدنيين بارزين على المستوى الوطني، بمن فيهم غلوريا ستاينم وبيتي فريدان، اللتين حاولتا دون جدوى الترشح كمندوبتين عن تشيشولم في الانتخابات التمهيدية الرئاسية لنيويورك.
كانت النائبة عن هاواي باتسي مينك مرشحة في الانتخابات التمهيدية الرئاسية للحزب الديمقراطي عام 1972، وكانت أول امرأة أمريكية من أصل آسيوي تترشح لمنصب الرئيس.
كانت توني ناثان، المرشحة لمنصب نائب الرئيس عن الحزب الليبرالي في عام 1972، أول امرأة تحصل على صوت انتخابي، عن طريق الناخب المشكك روجر ماكبرايد.
كانت النائبة عن نيويورك، جيرالدين فيرارو، أول امرأة تُرشح لمنصب نائب الرئيس من قبل أحد الأحزاب السياسية الرئيسية. اقترح العديد من الشخصيات ترشيح مرشحة قبل انتخابات الرئاسة لعام 1984، من بينهم كاثي بونك، مديرة الاتصالات في المنظمة الوطنية للمرأة، وتوماس إي. دونيلون، منسق الحملة الوطنية لحملة والتر مونديل. اختيرت فيرارو من بين مجموعة من المرشحين المحتملين لمنصب نائب الرئيس، بمن فيهم ديان فاينشتاين وباربرا ميكولسكي وبات شرودر. على الرغم من الحماس الأولي الذي أعقب ترشيحها، هُزمت قائمة مونديل-فيرارو في الخريف، ولم تفز إلا في ولايتي مينيسوتا وواشنطن العاصمة.
أصبحت لينورا فولاني أول امرأة سوداء تحصل على حق الوصول إلى صناديق الاقتراع في خمسين ولاية كمرشحة لحزب التحالف الجديد في الانتخابات الرئاسية لعام 1988، وكانت فولاني مرشحة مرة أخرى في انتخابات عام 1992.
كانت وينونا لادوك مرشحة لمنصب نائب الرئيس عن الحزب الأخضر في انتخابات عامي 1996 و2000. وفي عام 2016، تلقت صوتًا انتخابيًا متشككًا لمنصب نائب الرئيس من واشنطن، وهي أول امرأة أمريكية أصلية تتمكن من فعل ذلك.
ترشحت وزيرة العمل الأمريكية السابقة إليزابيث دول للحصول على ترشيح الحزب الجمهوري للرئاسة في عام 2000، لكنها انسحبت قبل الانتخابات التمهيدية.